# Les Jours de l'éclipse
Pour plus de détails, voir Fiche technique et Distribution.
Les Jours de l'éclipse (en russe : Дни затмения,  Dni zatmeniya) est un film soviétique réalisé par Alexandre Sokourov, sorti en 1988.

## Synopsis
Dmitry Malyanov, un jeune médecin de Gorki récemment diplômé de Moscou, occupe un poste à Krasnowodsk au Turkménistan, une région éloignée, chaude et très pauvre de l'Union soviétique. Il soigne des patients en ville et dans les steppes du Turkménistan, ainsi que dans une clinique psychiatrique. En plus de son travail quotidien de pédiatre, Malyanov étudie les effets des coutumes religieuses sur la santé humaine. Il arrive à la conclusion que la religion et la croyance en Dieu peuvent réellement améliorer la santé des croyants. Dans une tentative d'écrire sa thèse, une série d'événements étranges et bizarres se déroule, et Malyanov arrive à la conclusion qu'une force inconnue l'empêche de terminer ses recherches.
L'un de ces événements étranges est la livraison d'un colis qu'il n'a pas commandé. Le courrier a volé une pile de pages manuscrites de ses résultats de test en marchant et laisse les papiers voler dans la cour. Un peu plus tard, Alexander Vecherovsky, géologue et résident local, vient rendre visite au seul véritable ami de Dmitri dans cette ville. Alors qu'il est assis à une fenêtre grillagée en train de manger une baguette avec délectation, un grand varan s'approche de plus en plus de l'extérieur, auquel il a donné le nom de Joseph et veut des légumes . Maintenant, Dmitri déballe le paquet qu'il a reçu plus tôt, et à l'intérieur il trouve un gros homard enveloppé dans de la gelée. Alexandre veut maintenant savoir ce qui l'a conduit dans cette zone déserte, car il est un Russe et obtient la réponse qu'il se souvient à peine de Gorki, bien que sa sœur lui écrive tout le temps, alors il avait six ans dans Moscou, mais ici il se sent plus libre. Ce n'est que lorsque ses patients lui parlent en turkmène qu'il se met en colère et fait semblant d'être muet parce qu'il ne comprend pas bien la langue. Ici, il a également constaté que le nombre de maladies parmi les habitants est cinq fois plus élevé que parmi les vieux-croyants.

## Fiche technique
- Titre original : Дни затмения

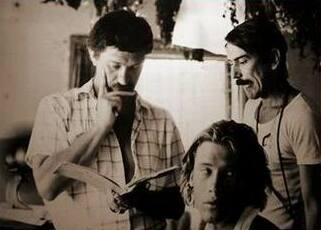
Sokurov, Ananishnov et Jurisditsky lors d'une pause dans le tournage (Krasnowodsk, été 1987)

- Titre français : Les Jours de l'éclipse[1]
- Réalisation : Alexandre Sokourov
- Scénario : Iouri Arabov, Pyotr Kadochnikov, Arcadi et Boris Strougatski d'après le roman de ses deux derniers
- Musique : Youri Khanon
- Pays d'origine : URSS
- Genre : drame, science-fiction
- Durée : 139 minutes
- Date de sortie : 1988

## Distribution
- Aleksei Ananishnov : Malyanov
- Eskender Umarov : Vecherovsky
- Irina Sokolova : la sœur de Malyanov
- Vladimir Zamanski : Snegovoy
- Kirill Dudkin : Gluchov
- Aleksey Yankovskiy : le père de Snegovoy
- Viktor Belovolskiy : Gubar

## Récompenses
- Prix du cinéma européen du meilleur compositeur pour Youri Khanon
- Nika Prix du film de l'Union soviétique des cinéastes pour la meilleure œuvre sonore de 1989 à Vladimir Persov ;
- Youri Khanon a été nommé pour le Nika 1989 de la meilleure musique;